# Jean-Denis Cochin (1726-1783)
Pour les articles homonymes, voir Jean-Denis Cochin et Cochin.
Pour les autres membres de la famille, voir Famille Cochin.
Jean-Denis Cochin, né à Paris en 1726, mort le 3 juin 1783 dans la même ville, est un prêtre catholique français.

## Biographie
« Docteur de Sorbonne », il est curé de la paroisse Saint-Jacques-du-Haut-Pas à Paris (en 1756). 
Il se consacra tout entier au soulagement de ses paroissiens et fonda, au moyen d'une souscription, l'hospice qui porte son nom au XIXe siècle (1780). Il est le fondateur de l'hôpital qui porte son nom, à Paris. Il a laissé des Prônes et divers ouvrages de dévotion.

## Publications
- Prônes ou Instructions familières sur toutes les parties du saint sacrifice de la messe
- Prônes ou instructions familières : sur les Epîtres & Evangiles de toute l'année, & sur les principales fêtes que l'Eglise célèbre...
- Œuvres spirituelles de feu Messire Jean-Denis Cochin,...Tome Premier, contenant... plusieurs instructions sur l'utilité des assemblées de charité, sur la charité en général... sur les huit béatitudes, et l'explication de l'Oraison dominicale (1784)
- Prônes ou instructions sur les grandeurs de Jésus-Christ ; dans les Prophètes qui l'ont annoncé ; dans les exemples de sa vie mortelle ; dans ses miracles et dans ses mystères
- Entretiens sur les fêtes les jeunes, usages et principales cérémonies de l'Église (1778)
- Exercices de retraite, pour l'intervalle de l'Ascension à la Pentecôte; suivis des Psaumes paraphrasés pour la communion, de Deux exhortations pour le baptême d'un negre, & de la paraphrase de la Prose Dies irae (1786)
- Paraphrase de la prose "Dies irae", ou Sentimens d'un pécheur qui désire travailler sincèrement à sa conversion (1782)

## Source
Cet article comprend des extraits du Dictionnaire Bouillet. Il est possible de supprimer cette indication, si le texte reflète le savoir actuel sur ce thème, si les sources sont citées, s'il satisfait aux exigences linguistiques actuelles et s'il ne contient pas de propos qui vont à l'encontre des règles de neutralité de Wikipédia.